# December (album)
December jest czwartym albumem pianisty George'a Winstona

## Lista utworów
| #  | Tytuł                                       | Długość | Muzyka                                |
| -- | ------------------------------------------- | ------- | ------------------------------------- |
| 1  | Thanksgiving                                | 4:04    | George Winston                        |
| 2  | Jesus, Jesus, Rest Your Head                | 2:40    | John Jacob Niles                      |
| 3  | Joy                                         | 3:13    | David Qualey, from J. S. Bach         |
| 4  | Prelude                                     | 1:16    | George Winston                        |
| 5  | Carol of the Bells                          | 3:56    | George Winston, from M. D. Leontovych |
| 6  | Night, Part One: Snow                       | 1:51    | George Winston                        |
| 7  | Night, Part Two: Midnight                   | 1:56    | George Winston                        |
| 8  | Night, Part Three: Minstrels                | 2:00    | Malcolm Danglish                      |
| 9  | Variations on the Kanon by Johann Pachelbel | 5:21    | Johann Pachelbel                      |
| 10 | The Holly and the Ivy                       | 4:52    | George Winston, from traditional      |
| 11 | Some Children See Him                       | 3:43    | Alfred S. Burt                        |
| 12 | Peace                                       | 4:02    | George Winston                        |

Dwa utwory były dodane do jubileuszowego wydania: A Christmas Song i Sleep Baby Mine.